# Pterolophia dentifera
Pterolophia dentifera là một loài bọ cánh cứng trong họ Cerambycidae.